# Peter Wellmann (Astronom)
Peter Wellmann (* 24. Dezember 1913 in Berlin-Schöneberg; † 4. Juli 1999) war ein deutscher Astronom und Hochschullehrer an der Ludwig-Maximilians-Universität München und Direktor der Universitäts-Sternwarte München. Sein Spezialgebiet war die Sternspektroskopie. Auch international konnte er an verschiedenen Universitäten und Sternwarten lehren, lernen und forschen.

## Leben
Peter Wellmann wurde als Sohn des Ingenieurs Ernst Wellmann und der Grundschullehrerin Hedwig Erna Wellmann (geb. Grau) geboren.
Nach seiner regulären Schulzeit besuchte er die höhere Schule in Aachen und schloss diese 1931 mit dem Abitur ab. Anschließend besuchte er die Rheinische Friedrich-Wilhelms-Universität Bonn und studierte dort Astronomie, Physik und Mathematik. Um sein Studium finanzieren zu können, war er Mitglied der Studienstiftung des deutschen Volkes. Schlussendlich verzögerte sich seine Promotion an der Universität in Bonn bis 1939 – dies allerdings aus politischen Gründen.
Im selben Jahr heiratete er seine Frau Hilde, geb. Dinkelacker. Der Ehe entsprangen zwei Söhne, Hans-Peter und Christian Wellmann. Beide wurden auch Wissenschaftler. Nach seiner Emeritierung 1982 zog er sich aus der Wissenschaft zurück.

## Berufliche Laufbahn

### Anfängliche Arbeiten

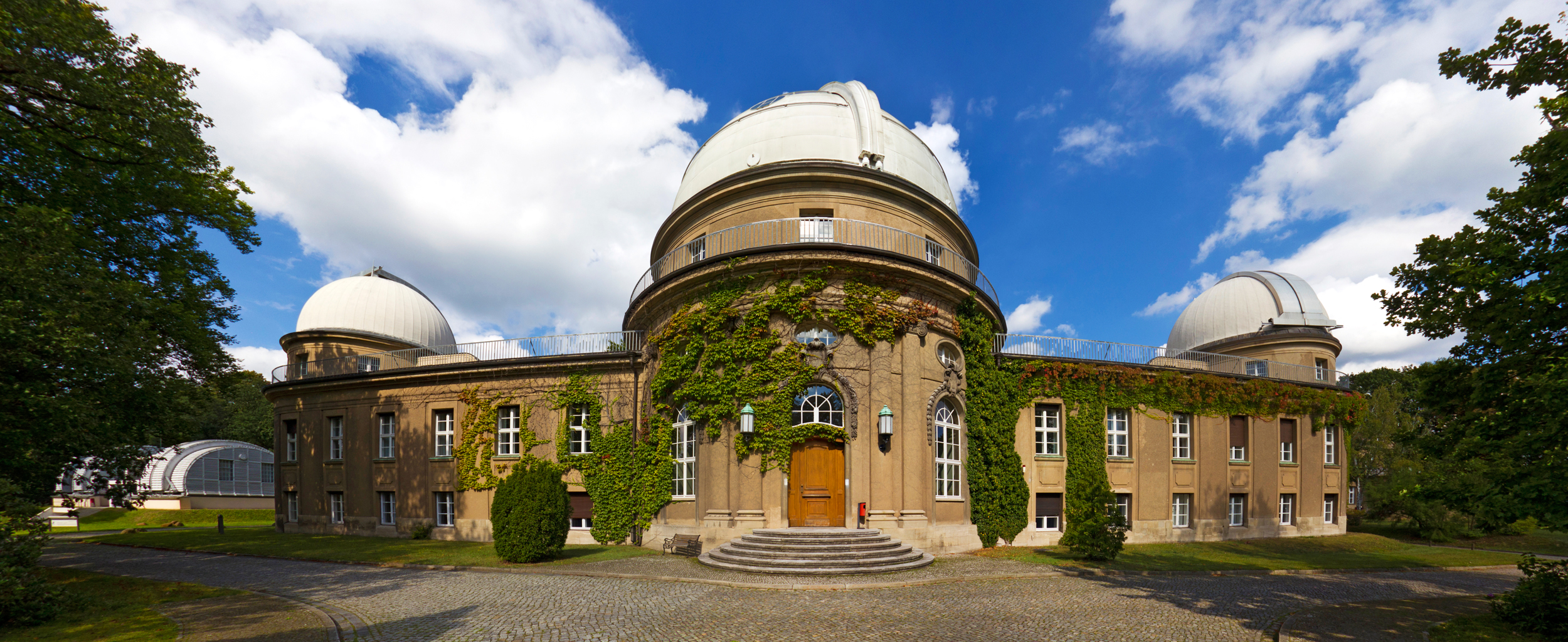
Sternwarte in Berlin-Babelsberg

Als freiwilliger wissenschaftlicher Mitarbeiter war Peter Wellmann ab dem Jahre 1935 an der Sternwarte in Berlin-Babelsberg tätig. Dort beobachtete er mit einem 1,2-m-Spiegelteleskop das Universum und führte verschiedene, teils auch eigene, Untersuchungen durch. Sein Hauptarbeitsgebiet war dabei die Spektroskopie. Dabei untersuchte er die Strahlung und Spektren von verschiedenen veränderlichen Sternen, Novae und Sternen mit Emissionslinien, um daraus neue wissenschaftliche Erkenntnisse ziehen zu können. Parallel dazu beschäftigte er sich mit verschiedenen theoretischen Arbeiten über die Sternatmosphäre.
Da Wellmann nach seiner Promotion im Jahre 1939 wegen einer jüdischen Großmutter nicht direkt eine Anstellung fand, arbeitete er anschließend an der internationalen Bibliographie zur Erweiterung des Astronomischen Jahresberichtes. Nach dem Ausbruch des Zweiten Weltkrieges fand er eine Anstellung als Rechner an der ihm bereits vertrauten Babelsberger Sternwarte. Dort beschäftigte er sich vor allem mit der Herstellung von Ephemeriden und Navigationstafeln.

### Militärdienst
Im Mai 1941 wurde Wellmann aufgrund des Zweiten Weltkrieges zum Militärdienst eingezogen. Er erhielt dort bald eine wissenschaftliche Aufgabe aus dem Gebiet der Ionosphärenforschung. Dabei untersuchte er den Zusammenhang zwischen ionosphärischen und magnetischen Störungen und Vorgängen auf der Sonne. Zudem stellte er Ausbreitungs- und Echomessungen im Kurzwellenbereich an und beschäftigte sich mit dem Bau von Hochfrequenz-Messgeräten. Außerdem beriet er Funkstellen. Diese Arbeiten hatten den Hintergrund, dem Militär zu dienen und der eigenen Nation einen Kriegsvorteil zu verschaffen.
Durch das Kiepenheuersche Aufbauprogramm von Sonnenobservatorien übernahm er im Juli 1942 die Leitung einer Sonnenbeobachtungsstelle in Syrakus auf Sizilien, um dort die Luftwaffe zu beobachten. Das Observatorium wurde 1943 nach dem Angriff und der Übernahme Siziliens durch die Alliierten aufgegeben.
Ab Oktober 1943 wurde er mit dem Aufbau und dem Betrieb eines größeren Observatoriums für die Sonnenbeobachtung und allgemeinere astrophysikalische Forschungen auf dem Schauinsland bei Freiburg beauftragt. Da sich einige Sternwartendirektoren für ihn einsetzten, konnte er ab Januar 1942 auch die Verwaltung einer wissenschaftlichen Assistentenstelle an der Babelsberger Sternwarte übernehmen.

### Ehrungen
| 8. Mai 1943 Wellmann erhielt nach Syrakus (Anschrift: Luftgaupostamt Feldpost-Nr. L 06342) ein Telegramm des Instituts für Deutsche Ostarbeit in Krakau (Dr. Coblitz) mit der Mitteilung, dass der Generalgouverneur Reichsminister Dr. Frank ihm den erstmals vergebenen Nikolaus-Kopernikus-Preis des Institut für Deutsche Ostarbeit in Krakau zugesprochen hat. Am 24. Mai 1943 (400. Todestag von Kopernikus) erfolgt die Verleihung des Kopernikus-Preises im Rahmen einer Festsitzung in Krakau. Neben Peter Wellmann sind vier weitere Astronomen Preisträger: August Kopff, Hans Kienle, Ludwig Biermann und Wilhelm Becker. In der Urkunde vom 10. Juli 1943 heißt es: "Dozent Dr. Wellmann hat in seiner groß angelegten Untersuchung über das Spektrum von Zeta-Aurigae ein ungewöhnliches Maß von zugleich experimentellen wie theoretischen Fähigkeiten an den Tag gelegt, das ihm ermöglichte, die Vorgänge in der Atmosphäre dieses Sternes weitgehend zu klären. Bei seinem Einsatz im Krieg hat er dank seiner überlegenen Beherrschung der Materie nicht nur wertvollstes Beobachtungsmaterial geliefert, sondern durch die unmittelbare Auswertung seiner Beobachtung mit bestem Erfolg selbst die Funkberatung durchgeführt." Obgleich Peter Wellmann in dem Telegramm vom 8. Mai ausdrücklich gebeten wurde, bei der Festsitzung anwesend zu sein, nahm er den Preis nicht persönlich entgegen, sondern blieb in Syrakus. |

| Vom 10.-13. Januar 1944 fand auf dem Wendelstein eine Arbeitstagung "Sonnenphysik" der Reichsstelle für Hochfrequenz-Forschung Fraunhofer-Institut statt. Peter Wellmann hielt einen Vortrag "Ein Vergleich der Syrakuser Grenzfrequenzen mit Beobachtungen der magnetischen Aktivität und mit Vorgängen auf der Sonne" (kurze Zeit später veröffentlicht als Fraunhofer Forschungsbericht Nr. 2). Die anderen Vortragenden waren: Karl-Otto Kiepenheuer, Hans Haffner, Hans Kienle, J. Bartels, Otto Heckmann, Walter Dieminger, Ludwig Biermann, Karl Wurm, H. Wille und A. Emert. Zum "Arbeitskreis Sonnenphysik" führte Kiepenheuer aus: Er "wurde geschaffen, um alle sich in Deutschland, in den besetzten Gebieten und im befreundeten Ausland mit sonnenphysikalischen und damit zusammenhängenden geophysikalischen Problemen abgebenden Wissenschaftler und Institute zusammenzuführen und soweit möglich an der Lösung kriegswichtiger Fragen zu beteiligen." |

### Hamburger Sternwarte

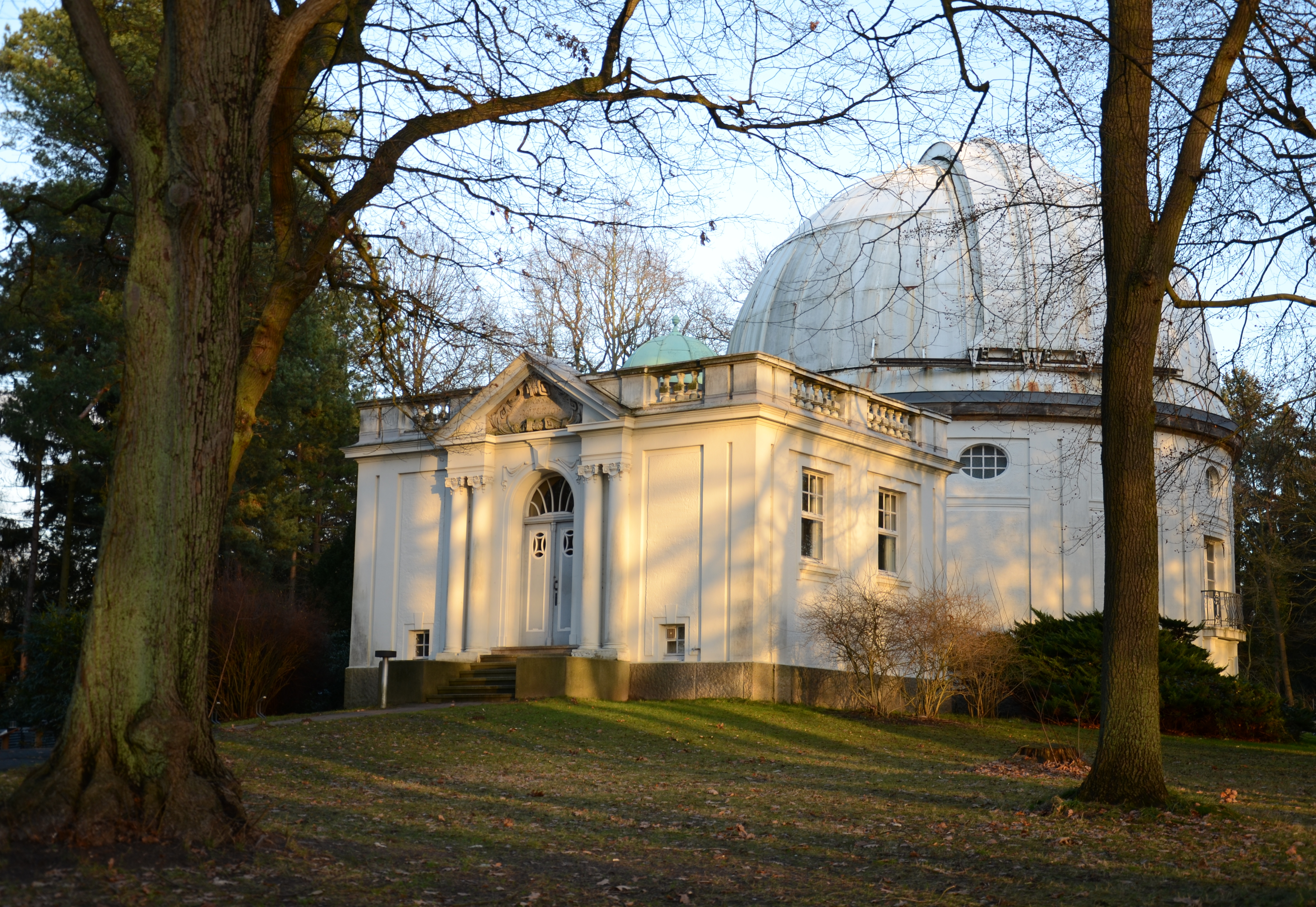
Sternwarte Hamburg

Nach einer kurzen Kriegsgefangenschaft im Mai 1946 wurde er Assistent an der Hamburger Sternwarte und wandte sich wieder der Sternspektroskopie zu. Für die Erforschung und die praktischen Teile seiner Arbeit konnte er den 1-m-Spiegel der Sternwarte nutzen. Er befasste sich mit Einzelsternen, spektroskopischen Doppelsternen mit spektralen Besonderheiten sowie Problemen der Spektralklassifikation und der Modellatmosphäre. In Verbindung damit arbeitete er auch an der Erforschung der Grundlagen der kosmischen Elektrodynamik, der Radioastronomie und der Anwendung von elektronischen Rechenmaschinen in der Astrophysik. Von 1946 bis 1949 gehörte er der Schriftleitung der Zeitschrift Die Himmelswelt an.
Ab 1949 hatte er Lehraufträge an der Hamburger Sternwarte, hielt Vorlesungen und führte Übungen durch. An der Hamburger Sternwarte stieg er anschließend stetig auf. 1952 wurde er habilitiert und bereits einen Monat später wurde er zum Observator befördert. Drei Jahre später wurde er zunächst Abteilungsleiter, 1957 dann Hauptobservator. Nur ein Jahr später wurde er zum außerplanmäßigen Professor ernannt. Trotz eines Angebotes der Universität von La Plata in Argentinien für eine Professur für Astrophysik und eines Lehrstuhlangebots für Astronomie an der Universität Innsbruck blieb er an der Sternwarte in Hamburg, um seine geplanten und begonnenen Arbeiten fortzusetzen.

### Internationale Arbeiten

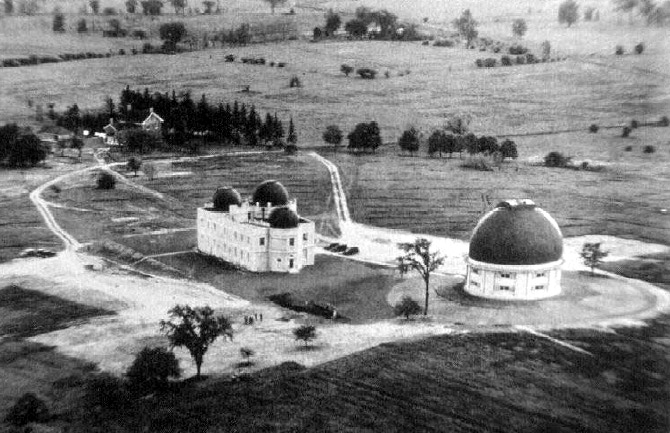
David Dunlap Observatory im Jahre 1935

Im Allgemeinen pflegte er sehr enge Verbindungen zu der Internationalen Astronomischen Union an der Sternwarte in Helwan in Ägypten. Aufgrund dieser Beziehungen gehörte er ab 1952 auch zur Kommission für Sternspektren der Internationalen Astronomischen Union und ein Jahr später zur Kommission für Bedeckungsveränderliche. Im November 1952 wurde er von der Rockefeller-Stiftung zu einem Aufenthalt an verschiedenen englischen Sternwarten, vor allem an der Sternwarte von Cambridge, eingeladen. Ein Jahr später verbrachte er mit der Familie ein halbes Jahr als Visiting Professor an der Universität Toronto am David Dunlap Observatory in Kanada. Später absolvierte er einen dreimonatigen Aufenthalt auf der Boyden-Station in Bloemfontain in Südafrika. Im Sommer 1955 wurde er abermals beurlaubt, um zur Universität Toronto zurückzukehren und dort unter anderem Vorlesungen zu halten. Zudem konnte er den 74-Zoll-Spiegel der Universität nutzen und sich mit der Berechnungen zu Bedeckungsveränderlichen mithilfe einer elektronischen Rechenanlage beschäftigen.

### Ludwig-Maximilians-Universität München

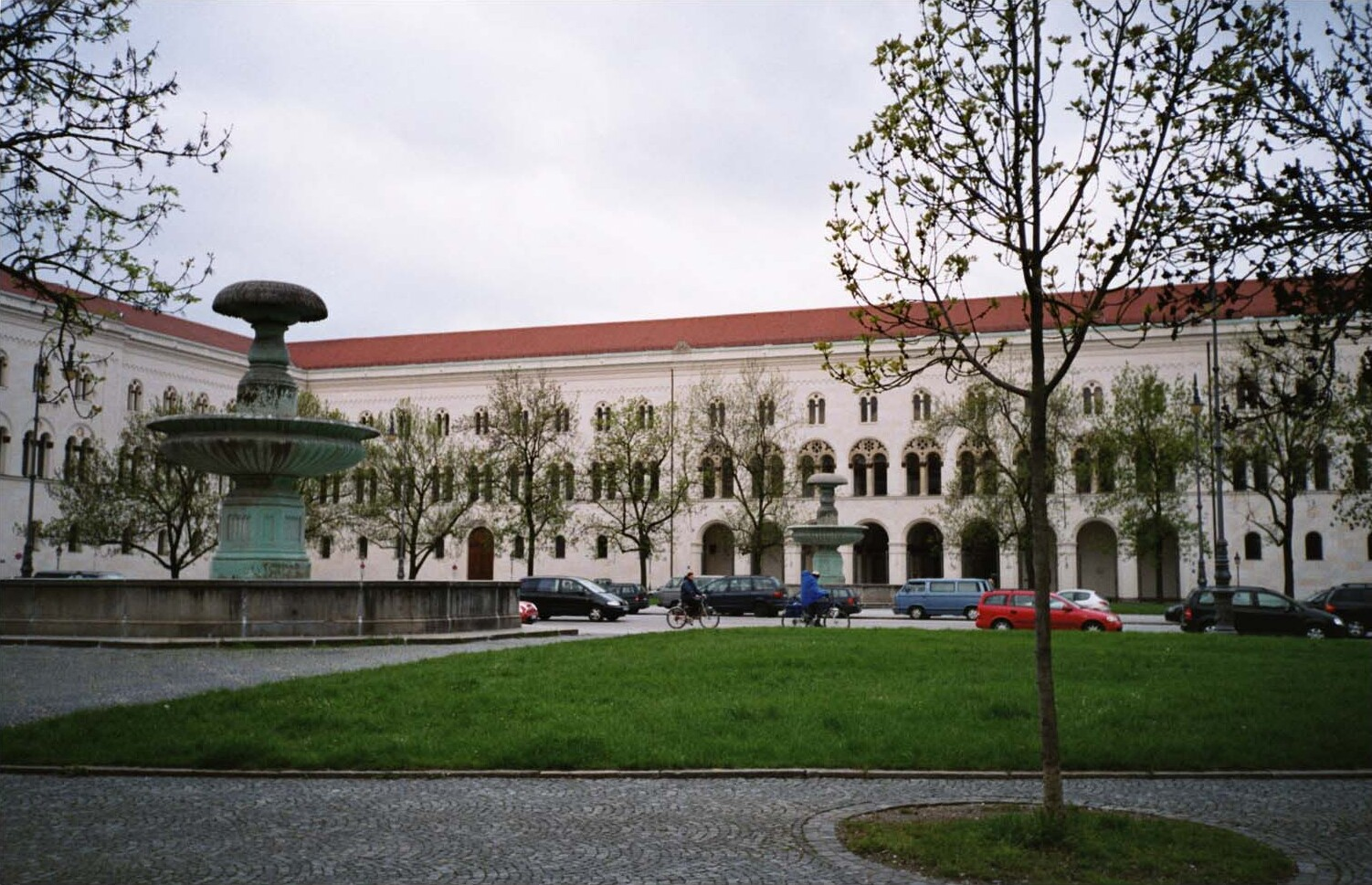
Universität München

Am 1. November 1961 erhielt er schließlich eine Berufung auf einen Lehrstuhl für Astronomie an der Ludwig-Maximilians-Universität München und ein Angebot für die Übernahme der Sternwarte Bogenhausen. Nach der Annahme der Stelle bemühte er sich vor allem um einen Institutsneubau auf dem Gelände der Universitäts-Sternwarte, um dort die äußeren Voraussetzungen für moderne astrophysikalische Forschung und Lehre zu schaffen. Mit seiner Arbeit erreichte er, dass das Fach Astronomie in München auf den neuesten Stand gebracht wurde und die Universitäts-Sternwarte zu einem international konkurrenzfähigen Institut wurde. Insbesondere förderte er den Bau und die Entwicklung astronomischer Instrumente und die Benutzung modernster Elektronik für optimale Messungen und Berechnungen. Aber auch personell war er an einer Neuorientierung interessiert. So besetzte er fortan alle Stellen, die durch Pensionierung oder Weggang frei wurden, mit ehemaligen Studenten. Damit konnte er passend zum Aufbau des neueren und moderneren Instituts auch die notwendigen Personalstrukturen schaffen. Einzige Ausnahme war sein engster Mitarbeiter Hans-Günter Groth (1927–1993), der von Hamburg nach München wechselte. 1982 wurde er im Alter von 69 Jahren emeritiert.

## Mitgliedschaften

American Astronomical Society

- 1952: Mitglied der Kommission 29 für Sternspektren der Internationalen Astronomischen Union.
- 1972: Mitglied der Bayerischen Akademie der Wissenschaft, ordentliches Mitglied[10]
- Ehrenmitglied der Royal Astronomical Society
- Ehrenmitglied der American Astronomical Society[1]
- Mitglied im Direktorium der Sternwarte Tautenburg bei Jena